# De Blob 2
de Blob 2 est un jeu vidéo de plates-formes développé par Blue Tongue Entertainment et édité par THQ, sorti en 2011 sur Windows, Wii, PlayStation 3, PlayStation 4, Xbox 360, Xbox One, Nintendo Switch et Nintendo DS.
Il s'agit de la suite de de Blob sortie en 2008. Contrairement à de blob qui a été développé uniquement pour la Wii, de blob 2 est disponible sur les consoles Xbox et Playstation.

## Système de jeu
Le gameplay de de Blob 2 ressemble beaucoup à son prédécesseur. Le joueur contrôle toujours Blob et le concept n'a pas beaucoup changé : chaque niveau commence de la même façon. Blob arrive dans une ville calme et sans couleur, habitée par des Grisiens et gardée par des soldats Encre. Le joueur peut, aidé par les sources de couleur et les Chroma-Bots, des robots qui absorbent la couleur avec lesquels Blob peut entrer en collision, redonner ses couleurs à la ville.

## Accueil
- Jeuxvideo.com : 15/20 (Wii/PS3/X360)[2] - 14/20 (DS)[3]